# Eupithecia insolita
Eupithecia insolita là một loài bướm đêm trong họ Geometridae.